# 로카칸테라노
로카칸테라노(이탈리아어: Rocca Canterano)는 이탈리아 라치오주 로마현에 위치한 코무네다. 로마로부터 동쪽 45km 거리에 있다.